# Beallsville (Pennsylvanie)
Pour les articles homonymes, voir Beallsville.
Beallsville est un borough situé au sud-est du comté de Washington, en Pennsylvanie, aux États-Unis,. En 2010, il comptait une population de 466 habitants, estimée au 1er juillet 2020 à 451 habitants. Le borough est fondé en 1819.

## Démographie
Lors du recensement de 2010, le borough comptait une population de 466 habitants. Elle est estimée, en 2020, à 451 habitants.